# 빅토리아선
빅토리아선은 런던 지하철의 고심도 노선 중 하나로, 런던을 남에서 동북쪽으로 가로지른다. 1968년에 개통하였으며 노선도 상에서 하늘색을 사용한다. 역이 두 개 밖에 없는 워털루 & 시티 선과 빅토리아 선의 차량기지인 노섬블랜드 공원 역(Northumberland Park)과 이어지는 연결선만 제외하곤 유일하게 전 구간이 지하인 노선이다. 총 연장은 21km이며 영업중인 16개 역 중 핌리코 역만을 제외한 15개 역이 환승 역이다. 초기 ATO 시스템을 사용한 노선이다. 열차는 2009 stock을 사용한다.

## 역사
빅토리아 노선은 1968년 9월 1일 런던의 60년 만의 새로운 지하철 노선으로 월함스토 센트럴(Wallthamstow Central)에서 블랙홀스 로드(Blackhorse road), 토트넘 헤일(Tottenham Hale),세븐 시스터즈(Seven Sisters), 핀스버리 파크(Finsbury Park), 그리고 하이버리 앤드 이슬링턴(Highbury & Islington)까지 개통되었다. 1968년 12월 1일, 빅토리아 노선이 하이버리 앤 이슬링턴에서 워른 스트리트(Warren Street)까지 개통하였다. 1969년 3월 7일 워른 스트리트에서 빅토리아(Victoria)연장이 개통되었다. 이 연장은 런던 중심부에 있는 옥스퍼드 서커스(Oxford Circus)와 그린 파크(Green Park)역들을 거쳐서 지나간다. 마지막 연장이었던 빅토리아 - 브릭스튼(Brixton) 이 1971년 7월 23일 개통되었다. 빅토리아 선의 유일한 환승이 되지 않는 역인 핌리코(Pimlico)역은 1972년 9월 14일 개통되었다. 2009년 식 열차인 2009 stock은 2009년부터 운영되기 시작되었다.

## 노선

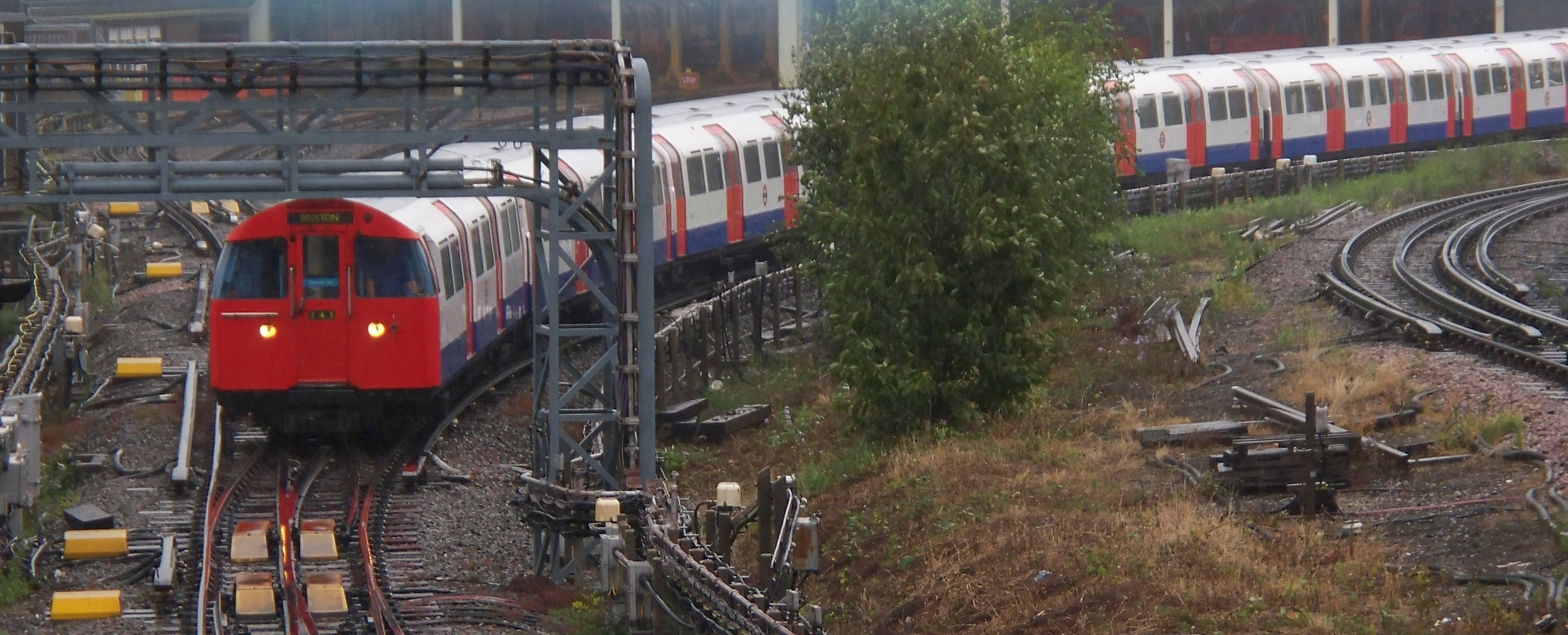
차량기지로부터 출발하는 빅토리아 선 열차

- 월샘스타오 센트럴
- 블랙호스 로드
- 토트넘 헤일
- 세븐 시스터즈
- 핀스베리 파크
- 하이베리 & 이즐링턴
- 킹스 크로스 세인트 판크라스
- 유스턴
- 워렌 스트리트
- 옥스퍼드 서커스
- 그린 파크
- 빅토리아
- 핌리코
- 복스홀
- 스톡웰
- 브릭스턴